# NGC 3400
NGC 3400 је спирална галаксија у сазвежђу Мали лав која се налази на NGC листи објеката дубоког неба.
Деклинација објекта је + 28° 28' 8" а ректасцензија 10h 50m 45,5s. Привидна величина (магнитуда) објекта NGC 3400 износи 13,4 а фотографска магнитуда 14,3. NGC 3400 је још познат и под ознакама UGC 5949, MCG 5-26-20, CGCG 155-25, PGC 32499.